# Ракуло-Кокшеньгское сельское поселение
Ракуло-Кокшеньгское сельское поселение или муниципа́льное образова́ние «Ра́куло-Ко́кшеньгское» — муниципальное образование  со статусом сельского поселения в Вельском муниципальном районе Архангельской области. 
Соответствует административно-территориальной единице в Вельском районе — Ракуло-Кокшеньгский сельсовет.
Административный центр — деревня Козловская.

## География
Ракуло-Кокшеньгское сельское поселение располагается на востоке Вельского района. Все населённые пункты муниципального образования расположены на берегах реки Кокшеньга, в основном заселён левый берег. Также по территории поселения протекают реки Ненюшка и Мостница. Крупных озёр на территории сельского поселения нет, много стариц, образованных изменением русла Кокшеньги.
Территория муниципального образования граничит:
- на севере с муниципальным образованием «Благовещенское»
- на востоке с Устьянским районом
- на юге с Верховажским районом Вологодской области
- на западе с муниципальным образованием «Верхнеустькулойское», муниципальным образованием «Кулойское» и с муниципальным образованием «Аргуновское»
- на северо-западе с муниципальным образованием «Судромское»

## История
В 1552—1555 годах Кокшеньгский стан, в состав которого входили Илезская, Верхнекокшеньгская, Озерецкая, Ломбужская, Шевденицкая, Усть-Уфтюгская, Чуломацкая, Долговицкая, Ромашевская, Лохотская, Заборская, Поцкая, Верховская, Спасская, Минская, Заячерицкая, Ракульская, Кулойская и Усть-Кулойская волости, был в составе Важского уезда.
Точной даты образования Ракуло-Кокшеньгского сельсовета нет, но в архиве первые упоминания относятся к ноябрю 1922 года. 31 марта 1960 года произошло объединение Ракуло-Кокшеньгского сельсовета с Дзержинским сельским советом. В результате слияния населённые пункты Пугачевская, Рысцева Горка, Залив-Наволок, Климово, Средняя, Зуево, Ревдино, Ужмино, Выселок Глубокий, Новая деревня, Выселок Гарь были переданы в Ракуло-Кокшеньгское сельское поселение.
Муниципальное образование было образовано в 2006 году.

## Население
| 2005 | 2010 | 2011 | 2012 | 2013 | 2014 | 2015 | 2016 | 2017 |
| ---- | ---- | ---- | ---- | ---- | ---- | ---- | ---- | ---- |
| 651  | ↘507 | ↘506 | ↘477 | ↘473 | ↘463 | ↘446 | ↘432 | ↘423 |
| 2018 | 2019 | 2020 | 2021 | 2023 |      |      |      |      |
| ↘395 | ↘386 | ↘383 | ↘364 | ↘353 |      |      |      |      |

## Состав сельского поселения
| №  | Населённый пункт  | Тип населённого пункта          | Население |
| -- | ----------------- | ------------------------------- | --------- |
| 1  | Бегуновская       | деревня                         | ↘8        |
| 2  | Березник          | деревня                         | ↘2        |
| 3  | Большое Каргачево | деревня                         | →8        |
| 4  | Выселок Новинки   | деревня                         | ↘33       |
| 5  | Григоровская      | деревня                         | →5        |
| 6  | Козловская        | деревня, административный центр | ↘263      |
| 7  | Кокшеньга         | железнодорожная станция         | ↘50       |
| 8  | Конедринская      | деревня                         | ↘4        |
| 9  | Коптяевская       | деревня                         | ↘7        |
| 10 | Локотская         | деревня                         | →0        |
| 11 | Малое Каргачево   | деревня                         | ↘6        |
| 12 | Надручевская      | деревня                         | →8        |
| 13 | Островская        | деревня                         | →0        |
| 14 | Охлябинская       | деревня                         | →8        |
| 15 | Пугачёвская       | деревня                         | →7        |
| 16 | Ревдино           | деревня                         | →5        |
| 17 | Рысцева Горка     | деревня                         | ↘2        |
| 18 | Сухоломовская     | деревня                         | ↘3        |
| 19 | Суяновская        | деревня                         | ↘2        |
| 20 | Туровская         | деревня                         | ↗13       |
| 21 | Ужмино            | деревня                         | →1        |
| 22 | Уласовская        | деревня                         | →4        |
| 23 | Устьяновская      | деревня                         | ↘14       |
| 24 | Фёдоровская       | деревня                         | →0        |